# Каннибализм пауков

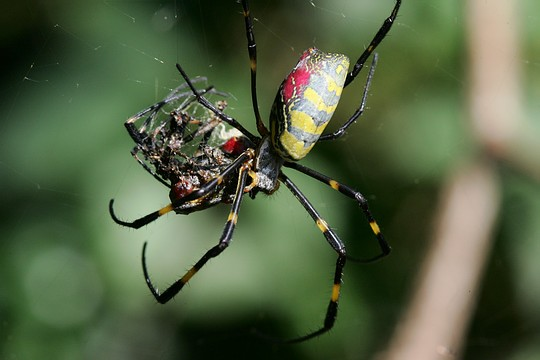
Паук рода Nephila поедает паука своего вида

Каннибализм пауков — широко распространённое явление. Наиболее известен половой каннибализм, который выражается в поедании крупной самкой более мелкого самца своего вида, например, вид Tidarren sisyphoides, рост самца которого не превышает одного процента роста самки. Самка съедает самца сразу после спаривания, а иногда, если самцу особенно не повезёт, вместо спаривания. Такое поведение часто фиксируется у вида чёрная вдова (Latrodectus mactans), а его название как раз свидетельствует об этом. 
Данное явление обусловлено тем, что самка паука должна запастись как можно большим количеством белков и аминокислот, которые необходимы для создания будущего потомства. И, в первую очередь, пожирает партнёра, который зачастую меньше женской особи. Впрочем, как показало исследование учёных, опубликованное в журнале Biology Letters, самцы чёрных вдов нашли способ, как не стать жертвой сексуального каннибализма. Учёные наблюдали в лаборатории за поведением двух видов чёрных вдов: L. hasselti и L. geometricus. Оказалось, что самцы и того, и другого вида охотно спариваются с неполовозрелыми самками, находящимися на завершающей стадии созревания. Спаривание происходит за 2-4 дня до финальной линьки, когда у самок уже сформировалась половая система, но половые отверстия ещё остаются закрытыми. Самцы расковыривают своими хелицерами (ротовыми придатками) их кутикулу в районе гениталий и вводят свою сперму в их сперматеки — особые парные полости, предназначенные для хранения семенного материала. В результате, когда неполовозрелая самка линяет и становится готовой к зачатию, она уже несёт в своём теле сперму самца. В отличие от взрослых особей, юные самки практически никогда не съедают партнера. Помимо безопасности этот способ позволяет самцам спариваться с разными паучихами и тем самым значительно увеличивает шансы успешной передачи генов.

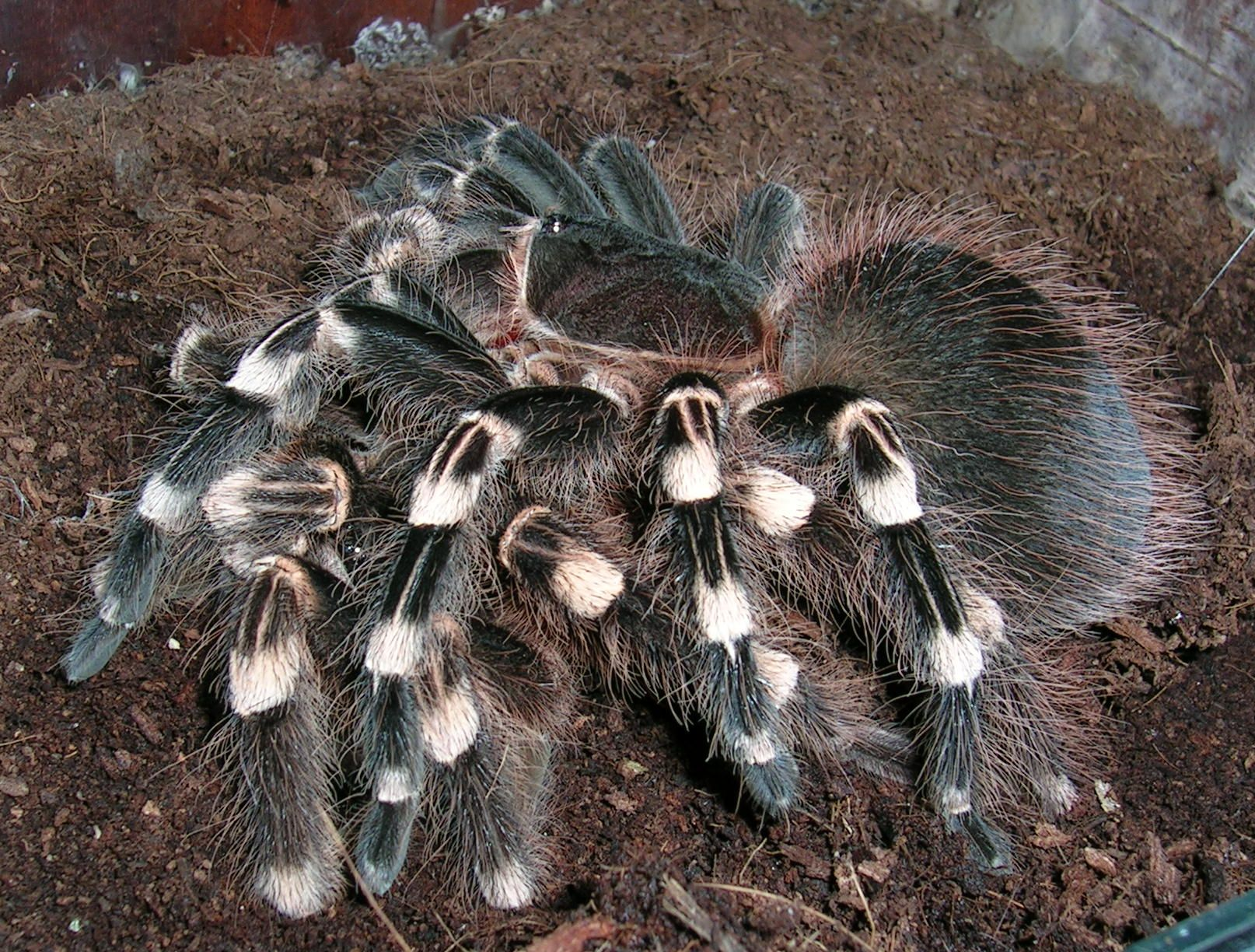
Случай каннибализма у птицеедов: самка убила и пожирает самца.

Обратный половой каннибализм тоже встречается, но гораздо реже, у видов, где самцы и самки сравнимы по размеру — например, у пауков-скакунов вида Evarcha culicivora. У водных пауков вида Argyroneta aquatica самцы предпочитают спариваться с самками, которые больше них, и поедают тех, кто меньше. У пауков-волков вида Allocosa brasiliensis самцы поедают самок постарше с снижающейся фертильностью.
Самки пустынного эрезида Stegodyphus lineatus поедаются своим молодняком. Аналогично случается у сегестриидов вида Segestria florentina: если самка погибает, защищая кладку, то вылупившиеся пауки съедают то, что от неё остаётся. Пауки-тенётники вида Latrodectus hasselti (австралийские вдовы), вылупившись, живут группами, внутри которых нередки случаи каннибализма — считается, что такое поведение наследуется, и потомки пауков-каннибалов чаще поедают своих братьев и сестёр.
Фаланговидные фолькусы (сенокосцы) и красноспинные скакуны охотятся на любую доступную добычу, включая представителей собственного вида. Существует гипотеза, что такое поведение — неадаптивное последствие агрессивности в период роста, которая действительно имеет смысл: чем больше добычи поглощает растущий молодой паук, тем больше, крепче и живучее он вырастает.